# Polat Keser
Polat Keser (* 4. Dezember 1985 in Marl, Deutschland) ist ein ehemaliger deutsch-türkischer Fußballspieler.

## Verein
Keser begann seine Profifußballkarriere in der Jugend von VfL Bochum. 2004 stieg er in die Reservemannschaft des VfLs auf und spielte hier drei Spielzeiten lang. Im Dezember 2004 saß er in zwei Bundesligaspielen der ersten Mannschaft als Ersatztorwart auf der Bank.
Zum Sommer 2007 wechselte er dann in die Türkei zu Antalyaspor. Auch hier spielte er zwei Spielzeiten lang ausschließlich für die Reservemannschaft und stieg 2009 in die Profimannschaft auf. Für die Profis spielte er die nächsten vier Jahre nur sporadisch.
Nachdem Keser bis zum Sommer 2013 sich keinen Stammplatz bei Antalyaspor erkämpfen konnte, wechselte er zum Zweitligisten Gaziantep Büyükşehir Belediyespor. Dieser Wechsel kam in der letzten Instanz nicht zustande, sodass Keser bei Antalyaspor blieb. Im Frühjahr 2014 wechselte er dann zum Zweitligaklub Adanaspor. Bereits zum Saisonende verließ er diesen Klub Richtung Drittligist Hatayspor. Nach einem Jahr schloss er sich Tokatspor an und war nach Auslaufen seines Vertrags vereinslos. Im September 2017 unterschrieb er bei Ceyhanspor und blieb dort bis zum Saisonende. Anschließend war er ein halbes Jahr ohne Verein, ehe er nach Deutschland zurückkehrte und sich der YEG Hassel in der sechstklassigen Westfalenliga 2 anschloss.